# جورجي ايفانوفيتش
جورجي ايفانوفيتش (بالألمانية: Georgi Iwanowitsch Salnikow) (و. 1923 – م) هو ملحن، وعازف بيانو، وأستاذ جامعي من روسيا. ولد في موسكو. 